# Länsväg 108
Länsväg 108 går i Skåne län från Trelleborg i söder till korsningen med riksväg 24 i Örkelljunga i norr, via Svedala, Klågerup, Staffanstorp, Lund, Kävlinge, Ljungbyhed, Perstorp och Oderljunga. Längden är ca 125 km.
Vägen är dock tänkt att utgöra en förbindelse mellan olika lokala mål, till exempel Perstorp – Röstånga, eller Lund – Malmö-Sturup flygplats, och inte som en rekommenderad väg för trafik mellan till exempel Stockholm och Trelleborg eller ens mellan Lund och Trelleborg (där E22 rekommenderas). För trafikanter mellan Örkelljunga och Trelleborg rekommenderas E4 mot Helsingborg/E6 mot Malmö.[källa behövs]

## Standard och historia

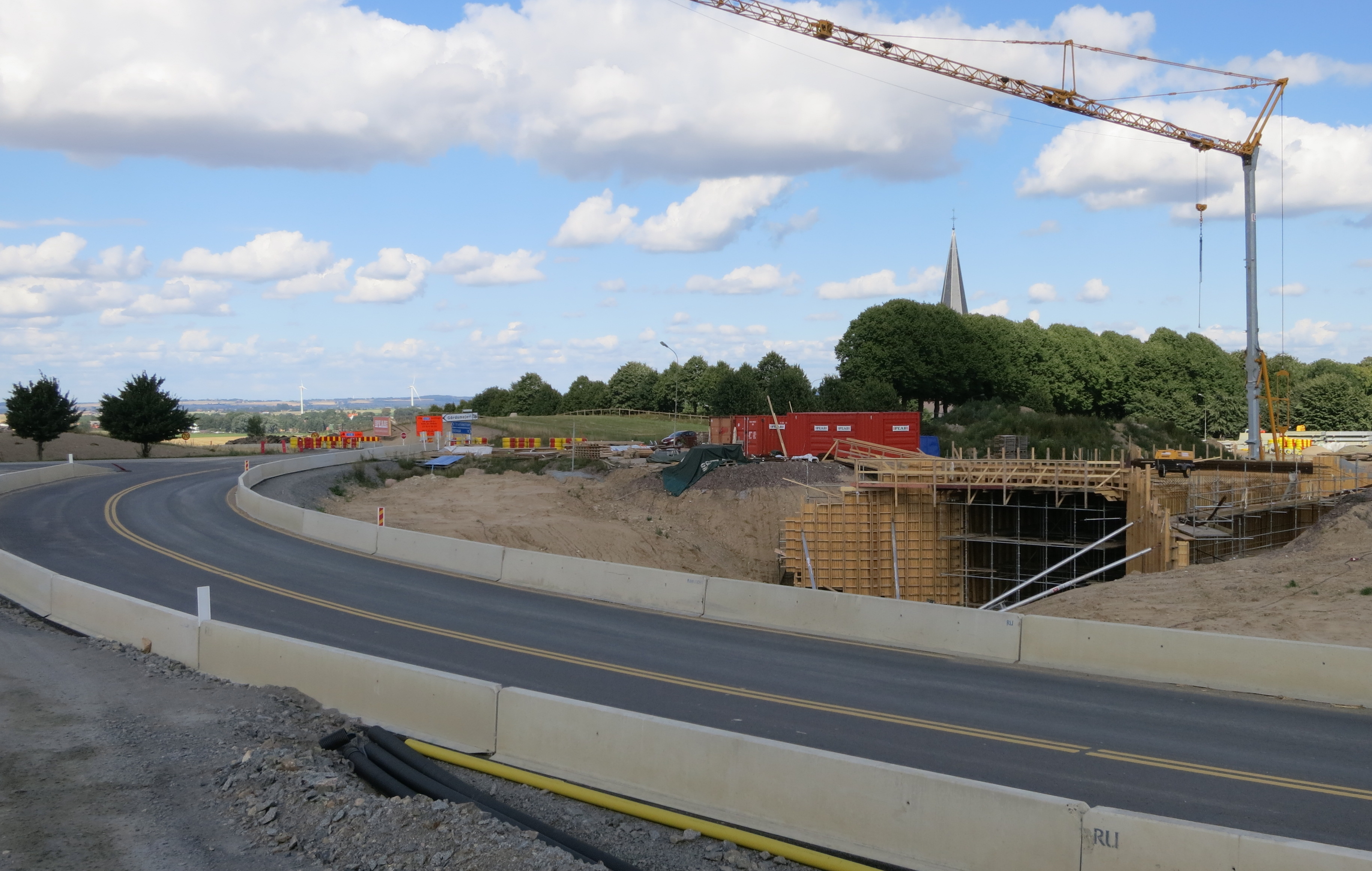
Bygge av underfart vid Hyby 2013

Vägens standard varierar med utbyggnadsåren. Med undantag för en kort sträcka från länsväg 101 till Aggarp, samt mellan från Sturupskorset i Holmeja till Klågerup som är 2+1-väg. Den sistnämnda stod klar 2015. Annars är vägen mellan Trelleborg och Lund landsväg byggd från 1960-talet och framåt med 7–13 meters bredd. Mellan Svedala och Klågerup är den till stora delar anlagd på den gamla banvallen till Lund-Trelleborgs Järnväg. Vägen passerar knappt igenom någon tätort utan tangerar dem snarare. Däremot är vägen på sina håll smal.
Mellan Lund och Kävlinge är vägen byggd i början av 1990-talet som ett slags västra ringväg i Lund. Vägen är här 2+1-väg. Norr om Kävlinge är vägen påtagligt smalare och passerar igenom flera orter som Marieholm, Ask och Röstånga, där vägen går samman i en krokig men naturskön sträcka mot Ljungbyhed tillsammans med riksväg 13 innan väg 108 går norrut mot Perstorp och senare vidare mot riksväg 24 efter Oderljunga.
När vägnummer infördes på 1940-talet fick vägen numret 54 mellan Åsljunga och Lund. Den gick i stort sett i dagens sträckning förutom att den gick utanför Perstorp (idag genom Perstorp) och till Åsljunga när den idag går till Örkelljunga. Numret byttes till 108 vid reformen 1962 mellan Kävlinge och Åsljunga samt 106 mellan Lund och Kävlinge. Några år senare förlängdes 108:an på sträckan Kävlinge–Lund–Svedala–Trelleborg. 108:an drogs till Örkelljunga istället för Åsljunga 2004, längs en då nybyggd sträcka mellan Bälinge och E4 (gemensamt med riksväg 24).

## Utbyggnadsplaner
- Staffanstorp-Lund: Utbyggnad i befintlig sträckning till ca 16 meter bred fyrfältsväg planeras med byggstart tidigast 2019.[uppföljning saknas] Projektet kan tidigareläggas om trafikplats Lund Södra (nr 19) byggs om innan dess.[3].

## Trafikplatser, orter, korsningar och anslutande vägar
|  | Nr | Namn                 | Skyltning                        |
|  | -- | -------------------- | -------------------------------- |
|  |    | Trelleborg           | Ystad Malmö                      |
|  |    | Alstad               | Malmö Ystad                      |
|  |    | Svedala              |                                  |
|  |    | Svedala              | Ystad                            |
|  |    | Svedala              | Malmö                            |
|  |    | Holmeja              | Sturup Holmeja                   |
|  |    | Hyby                 | Vismarlöv Hyby Torup             |
|  |    | Klågerup             | Malmö Bara Klågerup Genarp       |
|  |    | Staffanstorp         | Simrishamn Dalby                 |
|  |    | Staffanstorp         |                                  |
|  |    | Staffanstorp         | Malmö                            |
|  |    | Lund                 | Kalmar                           |
|  |    | Lund                 | Malmö                            |
|  |    | Lund                 | Lomma Länsväg 108 svänger        |
|  |    | Trafikplats Värpinge | Lund                             |
|  |    | Trafikplats Gunnesbo | E6.02 Bjärred Dalby              |
|  |    | Kävlinge             |                                  |
|  |    | Kävlinge             | Sjöbo Länsväg 108 svänger        |
|  |    | Kävlinge             | Saxtorp Länsväg 108 svänger      |
|  |    | Marieholm            |                                  |
|  |    | Marieholm            | Landskrona                       |
|  |    | Marieholm            | Eslöv Länsväg 108 svänger        |
|  |    | Ask                  |                                  |
|  |    | Ask                  | Kågeröd                          |
|  |    | Röstånga             |                                  |
|  |    | Röstånga             | Höör Länsväg 108 svänger         |
|  |    | Ljungbyhed           |                                  |
|  |    | Ljungbyhed           | Ängelholm Klippan                |
|  |    | nära Hyllstofta      | Helsingborg Länsväg 108 svänger  |
|  |    | Perstorp             | Kristianstad Länsväg 108 svänger |
|  |    | Perstorp             |                                  |
|  |    | Oderljunga           |                                  |
|  |    | Häljalt              |                                  |
|  |    | Ulvs                 |                                  |
|  |    | Bälinge              | Hässleholm Länsväg 108 svänger   |
|  |    | Örkelljunga          |                                  |

## Övrigt
Mellan Svedala och Lund är hastigheten övervakad med fartkameror, en sträcka som används av många som ska till Sturups flygplats, och som kan vara sena. Många resenärer mellan Trelleborg och Lund väljer att köra E6 mot Malmö, sedan E22 mot Lund, eftersom dessa sträckor till största delen är motorvägar.
Sången Hej, kontinent med Torsson handlar om länsväg 108.